# Bolstads församling
Bolstads församling var en församling i Melleruds pastorat i Dalslands kontrakt i Karlstads stift. Församlingen låg i Melleruds kommun, i landskapet Dalsland och Västra Götalands län. 1 januari 2025 uppgick församlingen i Melleruds församling.
Församlingen omfattade sedan 2010 samma geografiska område som Bolstads landskommun hade från 1952.

## Administrativ historik
Församlingen hademedeltida ursprung.
Församlingen var till 2006 moderförsamling i pastoratet Bolstad, Grinstad och Erikstad som till 1962 även omfattade Gestads församling. Från 2006 till 2013 ingick församlingen i ett pastorat med Holms församling som moderförsamling. I församlingen införlivades 2010 Erikstads och Grinstads församlingar. Församlingen ingick från 2013 i Melleruds pastorat.
1 januari 2025 uppgick församlingen i Melleruds församling.

## Kyrkor
- Bolstads kyrka
- Erikstads kyrka
- Grinstads kyrka
- Klöveskogs kyrka